# Steven Pruitt
Steven Pruitt (San Antonio, Texas, 17 de abril de 1984) es un wikimedista estadounidense, quien posee el mayor número de ediciones en la Wikipedia en inglés, con más de 5,8 millones de ediciones y 35 000 artículos creados. En 2017, Pruitt ha sido nombrado como uno de las 25 personas más influyentes de Internet por la revista Time. Pruitt edita bajo el nombre de usuario Ser Amantio di Nicolao. Pruitt ha ayudado a reducir el sesgo sistemático en Wikipedia y a promover la inclusión femenina mediante el proyecto «Mujeres en Rojo».

## Primeros años
Nació el 17 de abril de 1984 en San Antonio, Texas, hijo único de Alla Pruitt, una inmigrante judía rusa, y Donald Pruitt de Richmond, Virginia. Se graduó de St. Stephen's & St. Agnes School en Alexandria, Virginia, en 2002. Asistió al College of William and Mary y se graduó en 2006 con una licenciatura en historia del arte.

## Vida personal
Sus intereses no relacionados con Wikipedia incluyen Capitol Hill Chorale, en el que canta. También es un ávido fanático de la ópera, que le sirvió de inspiración para su nombre de usuario de Wikipedia «Ser Amantio di Nicolao», en honor a un personaje secundario de la ópera de Puccini de 1918, Gianni Schicchi.